# Complejidad especificada
La complejidad especificada (en inglés: specified complexity) es un argumento creacionista introducido por William Dembski, utilizado por defensores para promover la pseudociencia del diseño inteligente. Según Dembski, el concepto puede formalizar una propiedad que destaca patrones que son complejos y a la vez específicos, donde en la terminología de Dembski, un patrón específico es aquel que admite descripciones cortas, mientras que un patrón complejo es uno que es poco probable que ocurra por casualidad. Los defensores del diseño inteligente utilizan la complejidad especificada como uno de sus dos argumentos principales, junto con la complejidad irreducible.
Dembski argumenta que es imposible que exista una complejidad específica en los patrones mostrados por configuraciones formadas por procesos no guiados. Por lo tanto, argumenta Dembski, el hecho de que se puedan encontrar patrones complejos específicos en los seres vivos indica algún tipo de guía en su formación, lo que es indicativo de inteligencia. Dembski argumenta además que se puede demostrar rigurosamente mediante la aplicación de teoremas de no-almuerzo gratis la incapacidad de los algoritmos evolutivos para seleccionar o generar configuraciones de alta complejidad especificada. Dembski afirma que la complejidad especificada es un marcador confiable del diseño por parte de un agente inteligente, un principio central del diseño inteligente, que Dembski argumenta en oposición a la teoría evolutiva moderna . La complejidad especificada es lo que Dembski denomina un "filtro explicativo": uno puede reconocer el diseño detectando "información específica compleja" (complex specified information o CSI). Dembski argumenta que la aparición no guiada de CSI únicamente de acuerdo con las leyes físicas conocidas y el azar es altamente improbable.
El concepto de complejidad especificada es ampliamente considerado como matemáticamente erróneo y no ha sido la base para más trabajo independiente en teoría de la información, en la teoría de sistemas complejos o en biología. Un estudio de Wesley Elsberry y Jeffrey Shallit afirma: "El trabajo de Dembski está plagado de inconsistencias, equívocos, uso defectuoso de las matemáticas, poca erudición y tergiversación de los resultados de otros". Otra objeción se refiere al cálculo de probabilidades de Dembski. Según Martin Nowak, profesor de matemáticas y biología evolutiva de Harvard, "no podemos calcular la probabilidad de que se forme un ojo. No tenemos la información para hacer el cálculo.”

## Definición

### Terminología de Orgel
El término "complejidad especificada" fue acuñado originalmente por el investigador del origen de la vida Leslie Orgel en su libro The Origins of Life: Molecules and Natural Selection de 1973, que proponía que el ARN podría haber evolucionado a través de la selección natural darwiniana. Orgel usó la frase al discutir las diferencias entre estructuras vivas y no vivas:
En resumen, los organismos vivos se distinguen por su complejidad específica. Los cristales suelen tomarse como prototipos de estructuras simples bien especificadas, porque consisten en un gran número de moléculas idénticas empaquetadas de manera uniforme. Trozos de granito o mezclas aleatorias de polímeros son ejemplos de estructuras complejas pero no especificadas. Los cristales no califican como vivos porque carecen de complejidad; las mezclas de polímeros no califican porque carecen de especificidad.
La frase fue retomada por los creacionistas Charles Thaxton y Walter L Bradley en un capítulo que contribuyeron al libro de 1994 The Creation Hypothesis, donde discutieron la "detección de diseño" y redefinieron la "complejidad especificada" como una forma de medir la información. Otra contribución al libro fue escrita por William A. Dembski, quien tomó esto como la base de su trabajo posterior.

El término fue empleado más tarde por el físico Paul Davies para calificar la complejidad de los organismos vivos:
Los organismos vivos son misteriosos no por su complejidad per se, sino por su complejidad estrictamente especificada

### La definición de Dembski
Mientras que Orgel usó el término para características biológicas que en la ciencia se considera que surgieron a través de un proceso de evolución, Dembski dice que describe características que no pueden formarse a través de una evolución "no dirigida" — concluye que permite inferir un diseño inteligente. Mientras que Orgel empleó el concepto de forma cualitativa, el uso de Dembski pretende ser cuantitativo. El uso de Dembski del concepto data de su monografía The Design Inference de 1998. La complejidad especificada es fundamental para su enfoque del diseño inteligente, y cada uno de sus libros posteriores también se ha ocupado de manera significativa del concepto. Ha afirmado que, en su opinión, "si hay una forma de detectar el diseño, es la complejidad especificada".
Dembski afirma que la complejidad especificada está presente en una configuración cuando puede describirse mediante un patrón que muestra una gran cantidad de información especificada de forma independiente y también es compleja, lo que él define como que tiene una baja probabilidad de ocurrencia. Proporciona los siguientes ejemplos para demostrar el concepto: "Se especifica una sola letra del alfabeto sin ser compleja. Una oración larga de letras aleatorias es compleja sin especificarse. Un soneto de Shakespeare es a la vez complejo y específico." 
En sus artículos anteriores, Dembski definió la información específica compleja (CSI) como la que está presente en un evento específico cuya probabilidad no exceda de 1 en 10150, lo que él llama límite de probabilidad universal. En ese contexto, "especificado" significaba lo que en un trabajo posterior llamó "pre-especificado", que es especificado por el diseñador anónimo antes de que se conozca cualquier información sobre el resultado. El valor del límite de probabilidad universal corresponde al inverso del límite superior de "el número total de [posibles] eventos especificados a lo largo de la historia cósmica", según lo calculado por Dembski. Cualquier cosa por debajo de este límite tiene CSI. Los términos "complejidad especificada" e "información específica compleja" se usan indistintamente. En artículos más recientes, Dembski ha redefinido el límite de probabilidad universal, con referencia a otro número, correspondiente al número total de operaciones de bits que posiblemente podrían haberse realizado en toda la historia del universo.
Dembski afirma que CSI existe en numerosas características de los seres vivos, como en el ADN y en otras moléculas biológicas funcionales, y argumenta que no puede ser generado por los únicos mecanismos naturales conocidos de la ley física y el azar, o por su combinación. Argumenta que esto es así porque las leyes solo pueden cambiar o perder información, pero no producirla, y porque el azar puede producir información compleja no especificada, o información simple especificada, pero no CSI; proporciona un análisis matemático que, según él, demuestra que la ley y el azar trabajando juntos tampoco pueden generar CSI. Además, afirma que CSI es holístico, siendo el todo mayor que la suma de las partes, y que esto elimina decisivamente la evolución darwiniana como medio posible de su "creación". Dembski sostiene que, por proceso de eliminación, la CSI se explica mejor como resultado de la inteligencia y, por lo tanto, es un indicador fiable del diseño.

## Ley de conservación de la información
Dembski formula y propone una ley de conservación de la información de la siguiente manera:
A esta fuerte pretensión proscriptiva, de que las causas naturales sólo pueden transmitir la CSI pero nunca originarla, la llamo Ley de Conservación de la Información.

 Los corolarios inmediatos de la ley propuesta son los siguientes:
1. La complejidad especificada en un sistema cerrado de causas naturales permanece constante o decrece.
2. La complejidad especificada no puede generarse espontáneamente, originarse endógenamente u organizarse por sí misma (como estos términos se usan en la investigación sobre los orígenes de la vida).
3. La complejidad especificada en un sistema cerrado de causas naturales ha estado eternamente en el sistema o en algún momento se agregó exógenamente (lo que implica que el sistema, aunque ahora cerrado, no siempre lo estuvo).
4. En particular, cualquier sistema cerrado de causas naturales que también sea de duración finita recibió cualquier complejidad específica que contenga antes de convertirse en un sistema cerrado.

Dembski señala que el término "Ley de conservación de la información" fue utilizado anteriormente por Peter Medawar en su libro Los límites de la ciencia (1984) "para describir la afirmación más débil de que las leyes deterministas no pueden producir información novedosa". La validez y utilidad reales de la ley propuesta por Dembski son inciertas; no es ampliamente utilizado por la comunidad científica ni citado en la literatura científica convencional. Un ensayo de 2002 de Erik Tellgren proporcionó una refutación matemática de la ley de Dembski y concluye que "no tiene fundamento matemático".

## Especificidad
En un artículo más reciente, Dembski proporciona una explicación que, según él, es más simple y se adhiere más estrechamente a la teoría de la prueba de hipótesis estadística formulada por Ronald Fisher. En términos generales, Dembski propone ver la inferencia de diseño como una prueba estadística para rechazar una hipótesis aleatoria P en un espacio de resultados Ω.

La prueba propuesta por Dembski se basa en la complejidad de Kolmogorov de un patrón T exhibido por un evento E que ha ocurrido. Matemáticamente, E es un subconjunto de Ω, el patrón T especifica un conjunto de resultados en Ω y E es un subconjunto de T. Citando a Dembski:
Por lo tanto, el evento E podría ser un lanzamiento de dado que cae seis y T podría ser el evento compuesto que consta de todos los lanzamientos de dados que caen en una cara pareja.
La complejidad de Kolmogorov proporciona una medida de los recursos computacionales necesarios para especificar un patrón (como una secuencia de ADN o una secuencia de caracteres alfabéticos). Dado un patrón T, el número de otros patrones puede tener una complejidad de Kolmogorov no mayor que la de T y se denota por φ( T ). El número φ( T ) proporciona una clasificación de patrones desde el más simple hasta el más complejo. Por ejemplo, para un patrón T que describe el flagelo bacteriano, Dembski afirma obtener el límite superior φ( T ) ≤ 10 20.
Dembski define la complejidad específica del patrón T bajo la hipótesis del azar P como:
{\displaystyle \sigma =-\log _{2}[R\times \varphi (T)\times \operatorname {P} (T)],}
donde P( T ) es la probabilidad de observar el patrón T, R es el número de "recursos de replicación" disponibles "para los agentes testigos". R corresponde aproximadamente a intentos repetidos de crear y discernir un patrón. Dembski luego afirma que R puede estar acotado por 10 120. Este número se justifica supuestamente por un resultado de Seth Lloyd en el que determina que el número de operaciones lógicas elementales que se pueden haber realizado en el universo a lo largo de toda su historia no puede exceder las 10 120 operaciones sobre 10 90 bits.
La afirmación principal de Dembski es que la siguiente prueba se puede usar para inferir el diseño de una configuración: hay un patrón objetivo T que se aplica a la configuración y cuya complejidad especificada excede 1. Esta condición se puede reformular como la desigualdad
{\displaystyle 10^{120}\times \varphi (T)\times \operatorname {P} (T)<{\frac {1}{2}}.}

### La explicación de Dembski de la complejidad especificada
La expresión σ de Dembski no está relacionada con ningún concepto conocido en la teoría de la información, aunque afirma que puede justificar su relevancia de la siguiente manera: un agente inteligente S es testigo de un evento E y lo asigna a alguna clase de referencia de eventos Ω y dentro de esta clase de referencia lo considera como satisfaciendo una especificación T. Ahora considere la cantidad φ( T ) × P( T ) (donde P es la hipótesis de "casualidad"):

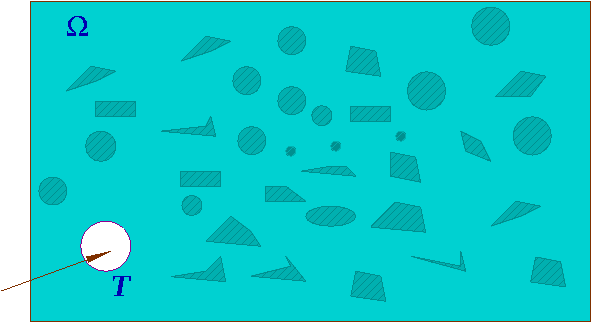
Posibles objetivos con clasificación de complejidad y probabilidad que no exceda los del objetivo alcanzado T. La probabilidad de la unión teórica de conjuntos no excede φ(T) × P(T).

Piense en S como tratando de determinar si un arquero, que acaba de disparar una flecha a una pared grande, dio en un diminuto objetivo en esa pared por casualidad. La flecha, digamos, se clava de lleno en este diminuto objetivo. El problema, sin embargo, es que hay muchos otros pequeños objetivos en la pared. Una vez que se tienen en cuenta todos esos otros objetivos, ¿sigue siendo poco probable que el arquero haya golpeado a alguno de ellos por casualidad?

 Además, debemos tener en cuenta lo que llamo los recursos de replicación asociados con T, es decir, todas las oportunidades para provocar un evento de la complejidad e improbabilidad descriptiva de T por parte de múltiples agentes que presencian múltiples eventos.
Según Dembski, la cantidad de tales "recursos de replicación" puede estar limitada por "la cantidad máxima de operaciones de bits que el universo conocido y observable podría haber realizado a lo largo de toda su historia de miles de millones de años", que según Lloyd es 10 120.
Sin embargo, según Elsberry y Shallit, "[la complejidad especificada] no ha sido definida formalmente en ninguna revista matemática revisada por pares de buena reputación, ni (hasta donde sabemos) adoptada por ningún investigador en teoría de la información".

### Cálculo de la complejidad especificada
Hasta ahora, el único intento de Dembski de calcular la complejidad específica de una estructura biológica natural se encuentra en su libro No Free Lunch, para el flagelo bacteriano de E. coli . Esta estructura se puede describir mediante el patrón "hélice impulsada por motor rotativo bidireccional". Dembski estima que hay como máximo 10 20 patrones descritos por cuatro conceptos básicos o menos, por lo que su prueba de diseño se aplicará si
{\displaystyle \operatorname {P} (T)<{\frac {1}{2}}\times 10^{-140}.}
Sin embargo, Dembski dice que el cálculo preciso de la probabilidad relevante "aún no se ha hecho", aunque también afirma que algunos métodos para calcular estas probabilidades "ya están en marcha".
Estos métodos asumen que todas las partes constituyentes del flagelo deben haberse generado completamente al azar, un escenario que los biólogos no consideran seriamente. Justifica este enfoque apelando al concepto de "complejidad irreducible" (IC) de Michael Behe, que lo lleva a suponer que el flagelo no podría surgir mediante ningún proceso gradual o por pasos. La validez del cálculo particular de Dembski depende totalmente del concepto IC de Behe y, por lo tanto, es susceptible de sus críticas, de las cuales hay muchas.
Para llegar al límite superior de clasificación de 10 20 patrones, Dembski considera un patrón de especificación para el flagelo definido por el predicado (lenguaje natural) "hélice impulsada por motor giratorio bidireccional", que él considera determinado por cuatro conceptos básicos elegidos de forma independiente. Además, supone que el inglés tiene la capacidad de expresar como máximo 10 5 conceptos básicos (un límite superior del tamaño de un diccionario). Dembski luego afirma que podemos obtener el límite superior aproximado de
{\displaystyle 10^{20}=10^{5}\times 10^{5}\times 10^{5}\times 10^{5}}
para el conjunto de patrones descritos por cuatro conceptos básicos o menos.
Desde el punto de vista de la teoría de la complejidad de Kolmogorov, este cálculo es problemático. Citando a Ellsberry y Shallit: "La especificación del lenguaje natural sin restricciones, como permite tácitamente Dembski, parece problemática. Por un lado, da como resultado la paradoja de Berry". Estos autores agregan: "No tenemos ninguna objeción a las especificaciones del lenguaje natural per se, siempre que haya alguna forma evidente de traducirlas al marco formal de Dembski. Pero, ¿cuál es, precisamente, el espacio de eventos Ω aquí?".

## Críticas
La solidez del concepto de complejidad especificada de Dembski y la validez de los argumentos basados en este concepto son ampliamente discutidos. Una crítica frecuente (ver Elsberry y Shallit) es que Dembski ha usado los términos "complejidad", "información" e "improbabilidad" indistintamente. Estos números miden propiedades de cosas de diferentes tipos: la complejidad mide qué tan difícil es describir un objeto (como una cadena de bits), la información es cuánto se reduce la incertidumbre sobre el estado de un objeto al conocer el estado de otro objeto o sistema, y la improbabilidad mide la probabilidad de que un evento tenga una distribución de probabilidad.
En la página 150 de No Free Lunch, Dembski afirma que puede demostrar su tesis matemáticamente: "En esta sección presentaré un argumento matemático en principio de por qué las causas naturales son incapaces de generar información específica compleja". Cuando Tellgren investigó la "Ley de conservación de la información" de Dembski utilizando un enfoque más formal, concluyó que no tiene fundamento matemático. Dembski respondió en parte que no está "en el negocio de ofrecer una prueba matemática estricta de la incapacidad de los mecanismos materiales para generar una complejidad específica". Jeffrey Shallit afirma que el argumento matemático de Demski tiene múltiples problemas, por ejemplo; un cálculo crucial en la página 297 de No Free Lunch está errado por un factor de aproximadamente 10 65.
Los cálculos de Dembski muestran cómo una función suave simple no puede obtener información. Por lo tanto, concluye que debe haber un diseñador para obtener CSI. Sin embargo, la selección natural tiene un mapeo de ramificación de uno a muchos (replicación) seguido de un mapeo de poda de muchos a unos pocos (selección). Cuando se replica la información, algunas copias pueden modificarse de manera diferente mientras que otras permanecen iguales, lo que permite que la información aumente. Estos mapeos crecientes y reduccionales no fueron modelados por Dembski. En otras palabras, los cálculos de Dembski no modelan el nacimiento y la muerte. Esta falla básica en su modelado hace que todos los cálculos y razonamientos posteriores de Dembski en No Free Lunch sean irrelevantes porque su modelo básico no refleja la realidad. Dado que la base de No Free Lunch se basa en este argumento defectuoso, toda la tesis del libro se derrumba.
Según Martin Nowak, profesor de matemáticas y biología evolutiva de Harvard, "no podemos calcular la probabilidad de que se forme un ojo. No tenemos la información para hacer el cálculo".
Los críticos de Dembski señalan que la complejidad especificada, tal como la definió originalmente Leslie Orgel, es precisamente lo que se supone que crea la evolución darwiniana. Los críticos sostienen que Dembski usa "complejo" como la mayoría de la gente usaría "absurdamente improbable". También afirman que su argumento es circular: CSI no puede ocurrir naturalmente porque Dembski lo ha definido así. Argumentan que para demostrar con éxito la existencia de CSI, sería necesario demostrar que alguna característica biológica, sin duda, tiene una probabilidad extremadamente baja de ocurrir por cualquier medio natural, algo que Dembski y otros casi nunca han intentado hacer. Dichos cálculos dependen de la evaluación precisa de numerosas probabilidades contribuyentes, cuya determinación a menudo es necesariamente subjetiva. Por lo tanto, CSI puede proporcionar como máximo una "probabilidad muy alta", pero no una certeza absoluta.
Otra crítica se refiere al problema de los "resultados arbitrarios pero específicos". Por ejemplo, si se lanza una moneda al azar 1000 veces, la probabilidad de que ocurra un resultado en particular es aproximadamente una en 10 300. Para cualquier resultado específico particular del proceso de lanzar una moneda, la probabilidad a priori (probabilidad medida antes de que suceda el evento) de que ocurra este patrón es, por lo tanto, uno en 10 300, que es astronómicamente más pequeño que el límite de probabilidad universal de Dembski de uno en 10 150. Sin embargo, sabemos que la probabilidad post hoc (probabilidad observada después de que ocurra el evento) de que suceda es exactamente uno, ya que observamos que sucedió. Esto es similar a la observación de que es poco probable que una persona determinada gane una lotería, pero, eventualmente, una lotería tendrá un ganador; argumentar que es muy poco probable que algún jugador gane no es lo mismo que probar que existe la misma posibilidad de que nadie gane. De manera similar, se ha argumentado que "simplemente se está explorando un espacio de posibilidades, y nosotros, como animales que buscan patrones, estamos simplemente imponiendo patrones y, por lo tanto, objetivos, después del hecho".
Aparte de tales consideraciones teóricas, los críticos citan informes de evidencia del tipo de "generación espontánea" evolutiva que, según Dembski, es demasiado improbable para que ocurra naturalmente. Por ejemplo, en 1982, B. G. Hall publicó una investigación que demostraba que después de eliminar un gen que permite la digestión del azúcar en ciertas bacterias, esas bacterias, cuando se cultivan en medios ricos en azúcar, desarrollan rápidamente nuevas enzimas digestivas de azúcar para reemplazar las eliminadas. Otro ejemplo ampliamente citado es el descubrimiento de bacterias que comen nailon y que producen enzimas que solo son útiles para digerir materiales sintéticos que no existían antes de la invención del nailon en 1935.
Otros comentaristas han señalado que la evolución a través de la selección se utiliza con frecuencia para diseñar ciertos sistemas electrónicos, aeronáuticos y automotrices que se consideran problemas demasiado complejos para los "diseñadores inteligentes" humanos. Esto contradice el argumento de que se requiere un diseñador inteligente para los sistemas más complejos. Tales técnicas evolutivas pueden conducir a diseños que son difíciles de entender o evaluar, ya que ningún ser humano entiende qué compensaciones se hicieron en el proceso evolutivo, algo que imita nuestra pobre comprensión de los sistemas biológicos.

El libro de Dembski No Free Lunch fue criticado por no abordar el trabajo de los investigadores que usan simulaciones por computadora para investigar la vida artificial. Según Shalit:
Evidentemente, el campo de la vida artificial plantea un desafío importante a las afirmaciones de Dembski sobre el fracaso de los algoritmos evolutivos para generar complejidad. De hecho, los investigadores de vida artificial regularmente encuentran que sus simulaciones de evolución producen el tipo de novedades y una mayor complejidad que Dembski afirma que son imposibles.